# Ælfheah

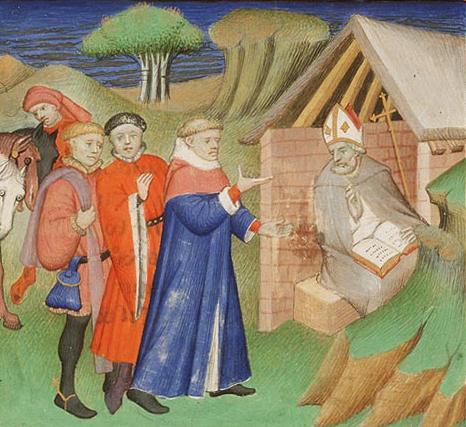
15e-eeuwse illuminatie, waar Ælfheah om advies wordt gevraagd

Ælfheah (Angelsaksisch: "elf-high"; ook Alfegus, Alfege, Godwin,, Elphege of door sommige kerken officieel herinnerd als Alphege) (ca. 953 - 19 april 1012) was een Angelsaksische bisschop van Winchester, die later aartsbisschop van Canterbury werd. Voordat hij tot abt van de abdij van Bath werd verkozen was hij een heremiet. Zijn vermeende vroomheid en heiligheid leidde tot zijn promotie tot het episcopaat en uiteindelijk tot zijn uitverkiezing tot aartsbisschop van Canterbury. Ælfheah bevorderde de cultus van Dunstan en moedigde ook de studie aan. Hij werd in 1011 door Viking-overvallers gevangengenomen. Toen hij weigerde zich te laten vrijkopen, werd hij het volgende jaar gedood. Ælfheah werd in 1078 als heilige gecanoniseerd. Thomas Becket, een latere aartsbisschop van Canterbury, bad tot hem, vlak voordat hij zelf in de kathedraal van Canterbury werd vermoord.

## Leven

### Jeugd, afkomst en eerste stappen als religieus leider

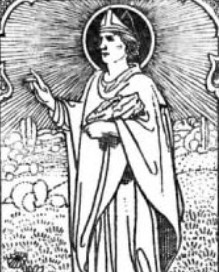
Ælfheah

Ælfheah werd naar verluidt in een adellijke familie in Weston aan de rand van Bath geboren,, maar al vroeg gaf hij zijn gemakkelijke leven op om zich geheel aan het geloof te wijden. Hij trad toe tot de abdij van Deerhurst en vertrok later naar Bath, waar hij als heremiet een streng ascetisch leven leidde. Hij stond daar bekend om zijn vroomheid en soberheid; mede daardoor werd hij tot abt van de abdij van Bath benoemd. De 12e-eeuwse kroniekschrijver Willem van Malmesbury vertelt dat Ælfheah een monnik en prior was in de abdij van Glastonbury, maar dit wordt niet door alle historici aanvaard. Er zijn indicaties dat Ælfheah in 982 al abt van de abdij van Bath was, misschien zelfs al in 977.

### Bisschop van Winchester
Waarschijnlijk te danken aan de invloed van Dunstan, de aartsbisschop van Canterbury (959-988), werd Ælfheah in 984 tot bisschop van Winchester verkozen. Hij werd op 19 oktober van dat jaar gewijd. Tijdens zijn episcopaat was hij voor het grootste deel verantwoordelijk voor de bouw van een groot orgel in de Oude Minster van Winchester. Dit orgel was tot een afstand van meer dan een mijl (1600 meter) hoorbaar en vereiste naar men zegt meer dan 24 man om te bedienen. Hij liet tevens nieuwe kerken bouwen en vergrootte ook de bestaande kerken in de stad. Ook bevorderde hij de  cultus van Swithun en diens voorganger, Æthelwold van Winchester. Een daad om Æthelwold's cultus te bevorderen was de translatie van Æthelwolds lichaam naar een nieuwe graftombe in de kathedraal van Winchester, een plechtigheid die Ælfheah op 10 september 996 voorzat.
Na een Vikingplundering in 994, werd er een vredesverdrag geslloten met een van de overvallers, de latere koning van Noorwegen, Olaf Tryggvason. Behalve dat hij het Danegeld in ontvangst nam, bekeerde Olaf zich tot het christendom. Ook beloofde hij noot meer tegen de Engelsen te vechten of zij te overvallen. Ælfheah heeft wellicht een rol gespeeld in de onderhandelingen over het verdrag, en het is zeker dat hij Olaf in zijn nieuwe geloof bevestigde.

### Aartsbisschop van Canterbury
In 1006 werd Ælfheah de opvolger van Ælfric als aartsbisschop van Canterbury, Hij nam het hoofd van Swithun als een relikwie naar zijn nieuwe standplaats in Canterbury met zich mee. In 1007 reisde hij naar Rome, waar hij het pallium - het symbool voor zijn status als aartsbisschop - van paus Johannes XVIII ontving. Tijdens zijn reis naar Rome werd hij beroofd. Terwijl hij in Canterbury aartsbisschop was bevorderde hij de cultus van Dunstan. Hij gaf opdracht een tweede Leven van Dunstan te schrijven. Hieraan werd gevolg gegeven door Adelard van Gent die dit werk tussen 1006 en 1011 opstelde. Hij introduceerde ook nieuwe praktijken in de liturgie, en was rond 1012 instrumenteel in de erkenning door de Witenagemot van Wulfsige van Sherborne als een heilige.
Ælfheah stuurde Ælfric van Eynsham naar de abdij van Cerne om daar de leiding van de kloosterschool op zich te nemen.. Hij was aanwezig bij de raad van 1008 waar  Wulfstan II, de aartsbisschop van York zijn Sermo Lupi ad Anglos ("de preek van de wolf tot de Engelsen") uitsprak. Hierin hekelde Wulfstan II de Engelsen voor hun morele tekortkomingen en stelde hij hen verantwoordelijk voor de beproevingen die het land teisterden.

### Gevangenneming
In 1011 overvallen de Denen nogmaals Engeland en tussen 8 en 29 september belegerden zij Canterbury. Geholpen door het verraad van Ælfmaer, wiens leven eens door Ælfheah was gered, slaagden de overvallers er in de stad te plunderen. Ælfheah werd gevangengenomen en zeven maanden gevangen gehouden. Godwin I (de bisschop van Rochester), Leofrun (abdis van St Mildrith's), en de reeve van de koning, Ælfweard werden ook gevangengenomen, maar de abt van St Augustine's Abbey, Ælfmaer, wist te ontsnappen. De kathedraal van Canterbury werd volgend op Ælfheahs gevangenneming door de Denen geplunderd en in brand gestoken.

## Gevangenschap en dood
In 1011 werd Canterbury door de Noormannen aangevallen en geplunderd. Ælfheah werd gevangengenomen en bracht zeven maanden door in gevangenschap. Na een weigering om losgeld te betalen werd hij op 19 april 1012 vermoord in Greenwich (nu in het zuidoosten van Londen), naar verluidt op de plek waar nu de naar hem genoemde Sint-Alfegekerk staat. Een verslag van de moord staat in de Anglo-Saxon Chronicle.

het raiders-leger werd sterk opgehitst tegen de bisschop, omdat hij hen geen geld wilde geven en omdat hij verbood dat in ruil voor zijn persoon iets in ruil zou worden geboden. Ook waren zij erg dronken, want er was wijn meegenomen uit het zuiden. Toen grepen zij de bisschop, leidden hem naar hun "hustings" op de zaterdag in het octaaf van Pasen, en bekogelden hem daarna met botten en hoofden van vee; en een van hen sloeg hem op zijn hoofd met de kolf van een bijl, zodat hij door deze klap ter aarde zonk en zijn heilige bloed ter aarde sijpelde en zijn heilige ziel naar Gods koninkrijk werd gezonden.

Ælfheah was de eerste aartsbisschop van Canterbury die een gewelddadige dood stierf. Een eigentijdse rapport vertelt dat Thorkell de Lange zou hebben geprobeerd om Ælfheah leven te redden door de menigte die hem wou doden alles te geven, wat hij bezat, behalve zijn schip, dit in ruil voor het leven van Ælfheah; de aanwezigheid van Thorkell wordt echter niet in de Anglo-Saxon Chronicle genoemd, Sommige bronnen berichten dat de genadeslag, met de achterkant van een bijl, werd gegeven door "Thrum", een christelijke bekeerling. Ælfheah werd begraven in St Paul's Cathedral Thorkell de Lange zou ontzet zijn geweest over de wreedheid van zijn collega-raiders, en zou na Ælfheahs dood van kant zijn  gewisseld en zich aan de zijde van de Engelse koning Ethelred II hebben geschaard.
Hij werd begraven in de toenmalige St Paul's Cathedral.

## Verering
In 1023 werd Ælfheahs lichaam op last van koning Knoet de Grote onder groot ceremonieel naar Canterbury verplaatst.
Paus Gregorius VII sprak Ælfheah in 1078 heilig. Zijn feestdag werd 19 april. Lanfranc, de eerste aartsbisschop na de Normandische verovering van Engeland, stond sceptisch tegen een aantal van de heiligen die in Canterbury vereerd werden. Hij werd echter overtuigd van Ælfheahs heiligheid, maar Ælfheah en Augustinus van Canterbury waren de enige Angelsaksische aartsbisschoppen van voor de Normandische verovering van Engeland die hun plaats op de heiligenkalender van Canterbury behielden. Ælfheahs schrijn, dat intussen al redenlijk was vervallen, werd in de vroege 12de eeuw onder Anselmus van Canterbury herbouwd en uitgebreid. Anselmus was instrumenteel in het behoud van Ælfheahs naam in de kerkelijke kalender.

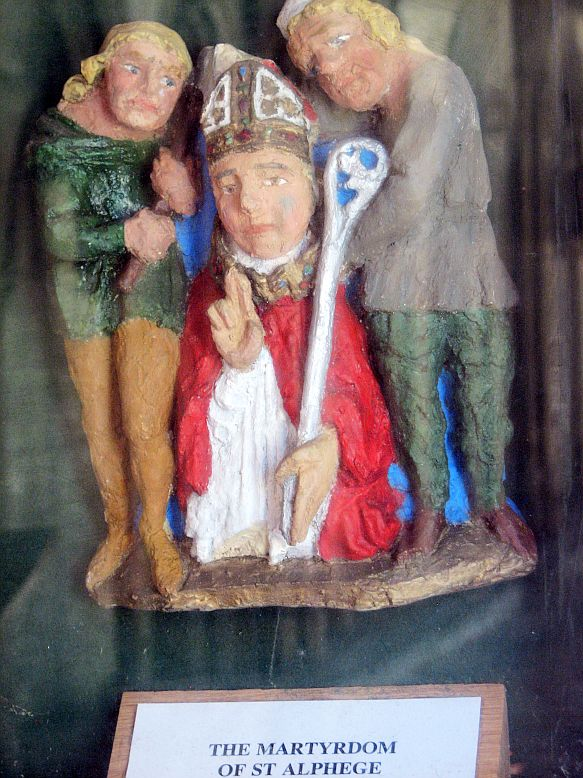
Geschilderd beeld in Canterbury Cathedral

Na de brand van 1174 in de kathedraal van Canterbury, werden de overblijfselen van zowel Ælfheah als Dunstan in de buurt van het hoogaltaar geplaatst, waar van Thomas Becket wordt gezegd dat hij zijn leven, kort voor zijn martelaarschap tijdens de Becket-controverse aan Ælfheahs zorg had toevertrouwd. De nieuwe schrijn werd verzegeld in lood en was ten noorden van het hoogaltaar gelegen. Het deelde deze eer met de schrijn van Dunstan, dat ten zuiden van het hoogaltaar was gelegen. Een vita, de Life of Saint Ælfheah, in proza en versvorm werd op verzoek van Lanfranc geschreven door een Osbern, een monnik uit Canterbury. De prozaversie is aan ons overgeleverd, maar de Life of Saint Ælfheah is een echte hagiografie: veel van de verhaalde gebeurtenissen hebben duidelijke bijbelse parallellen. Dit maakt het werk als historische bron verdacht.
In de late middeleeuwen werd Ælfheahs feestdag in Scandinavië gevierd, misschien vanwege zijn rol in de bekering van Olav Tryggvason of de initiërende rol die Knoet de Grote heeft gespeeld in zijn verering als heilige.
Een inscriptie op een steen op de vloer van de kathedraal van Canterbury geeft de plaats aan waar in de middeleeuwen zijn schrijn zou hebben gestaan.
Er zijn niet zoveel kerken in Engeland bekend, die aan hem gewijd zijn; de meesten bevinden zich in Kent met één in zowel Londen als Winchester. In 1929 werd een nieuwe kerk in Bath aan Ælfheah gewijd, onder de naam Alphege. Deze kerk werd ontworpen door Giles Gilbert Scott als eerbetoon aan de oude Romeinse kerk van Santa Maria in Cosmedin.

## Voetnoten
1. 1 2  Rumble, "From Winchester to Canterbury" Leaders of the Anglo-Saxon Church, blz. 173
2. ↑  Rumble, "From Winchester to Canterbury" Leaders of the Anglo-Saxon Church, blz. 165
3. ↑  Holford-Strevens, et al. Oxford Book of Days blz. 160–161
4. ↑  St. Alphege, Catholic Online
5. ↑  Alphege, Saint en martelaar, St. Alphege's Church, Bath
6. 1 2  Knowles, et al, Heads of Religious Houses, England and Wales, blz. 28, 241.
7. ↑  Rumble "From Winchester to Canterbury" Leaders of the Anglo-Saxon Church, blz. 166.
8. ↑  Fryde, et al. Handbook of British Chronology, blz. 223.
9. ↑  Barlow, English Church 1000–1066, blz. 109, voetnoot 5.
10. 1 2 3 4 5 6 7 8  Leyser, "Ælfheah" Oxford Dictionary of National Biography.
11. ↑  Hindley, A Brief History of the Anglo-Saxons, blz. 304-305.
12. ↑  Rumble, "From Winchester to Canterbury", Leaders of the Anglo-Saxon Church, blz. 167.
13. ↑  Stenton, Anglo-Saxon England, blz. 378.
14. ↑  Williams, Æthelred the Unready, blz. 47.
15. ↑  Walsh, New Dictionary of Saints, blz. 28.
16. ↑  Fryde, et al. Handbook of British Chronology, blz. 214.
17. ↑  Barlow, English Church 1000–1066, blz. 298-299, voetnoot 7.
18. ↑  Barlow, English Church 1000–1066, blz. 62.
19. ↑  Barlow, English Church 1000–1066, blz. 223.
20. ↑  Stenton, Anglo-Saxon England, blz. 458.
21. ↑  Fletcher, Bloodfeud, blz. 94.
22. 1 2  Williams, Æthelred the Unready, blz. 106-107.
23. ↑  .. Hoe precies Ælfheah het leven had gered van Ælfmaer is niet in de bronnen bewaard gebleven.
24. ↑  Hindley, Brief History of the Anglo-Saxons, blz. 301.
25. ↑  Barlow, English Church 1000–1066, blz. 209-210.
26. ↑  "Hustings" is afgeleid van een oude Noorse woord dat de betekenis van vergadering of raadgevend lichaam heeft, er kan dus sprake zijn geweest van een vorm van proces tijdens welke Ælfheah werd veroordeeld.
27. 1 2  Swanton, Anglo-Saxon Chronicle, blz. 142.
28. ↑  Fletcher, Bloodfeud, blz. 78.
29. ↑  Williams, Æthelred the Unready, blz. 109-110.
30. ↑  Stenton, Anglo-Saxon England, blz. 383.
31. ↑  Hindley, Brief History of the Anglo-Saxons, blz. 309-310.
32. ↑  Mogelijk met uitzondering van een vinger, die volgens een latere traditie door Knoet werd gegeven als een mooi relikwie voor Westminster Abbey. Rumble, "From Winchester to Canterbury", Leaders of the Anglo-Saxon Church, blz. 171.
33. ↑  Delaney, Dictionary of Saints, blz. 29-30
34. ↑  Williams,English and the Norman Conquest, blz. 137
35. ↑  Stenton, Anglo-Saxon England, blz. 672
36. ↑  Brooke, Popular Religion in the Middle Ages, blz. 40
37. ↑  Southern, "St Anselm and his English Pupils" Mediaeval and Renaissance Studies
38. ↑  Nilson, Cathedral Shrines, blz. 33
39. ↑  Nilson, Cathedral Shrines, blz. 66-67
40. ↑  Blair, "Handlist of Anglo-Saxon Saints" Local Saints and Local Churches, blz. 504
41. ↑  St Alphege's Church: The Building, St Alphege's Church, Bath

- Gemeinsame Normdatei: 1025103289
- International Standard Name Identifier: 0000 0000 4838 7188
- Library of Congress Control Number: no2004057816
- Virtual International Authority File: 21855515
- WorldCat: E39PBJvt9BWRP7MwG6mw4XwjYP